# B-L
Em física de partículas, B - L(pronuncia-se "B menos L") é a diferença entre o número bariônico(B) e o número leptônico(L).

## Detalhes
Esse número quântico é a carga de uma simetria global/gauge U(1) em alguns modelos de Teoria da grande unificação, chamados  U(1)B − L. Diferente de números bariônicos e leptônicos sozinhos, esta simetria hipotética não seria quebrada por anomalias quirais ou anomalias gravitacionais, desde que essa simetria é global, por isso essa simetria é tão invocada. Se B-L existe como uma simetria, ela deve ser espontaneamente quebrada para dar aos neutrinos uma massa diferente de zero se assumirmos o mecanismo da gangorra. Os bósons de calibre associados a esta simetria são chamados bósons X e Y.
As anomalias que quebrariam a conservação do número bariônico e do número leptônico cancelam individualmente de um modo que B-L é sempre conservado. Um exemplo hipotético é o decaimento de próton onde um próton(B=1;L=0) decairia em um píon(B=0;L=0) e positron(B=0;L=-1).
A hipercarga fraca  Y
W está relacionada com B - L através de:
X + 2Y
W = 5(B − L)
onde X é a simetria U(1) de número quântico conservado.